# Gare de Stambruges
 (juillet 2025).
La gare de Stambruges est une ancienne gare ferroviaire belge de la ligne 81, de Blaton à Ath, située à Stambruges, section de la commune de Belœil dans la province de Hainaut en région wallonne.
Mise en service en 1876 par les Chemins de fer de l'État Belge, elle ferme en juillet 1960 aux voyageurs et la ligne ferme en 1984 au trafic des marchandises. Le bâtiment de la gare et la halle à marchandises ont été transformés en habitations.

## Histoire
Le chemin de fer d'Ath à Blaton, construit par les Chemins de fer de l'État Belge, devait initialement être réalisé en tronc commun avec une ligne partant de Blaton et se connectant à la ligne 100, construite par la Société anonyme de construction de chemins de fer en vertu de la convention du 25 avril 1870. Cette seconde ligne, jugée superflue, est supprimée de la liste des lignes à construire par la convention du 1er juin 1877 ce qui imposa de débloquer des crédits spéciaux pour assumer le coût de la section de Blaton à Stambruges mais aussi en raison de l'augmentation de la valeur des terrains à exproprier et de dégâts imprévus survenus lors de la construction des tranchées de la ligne à cause de la nature du terrain.
L'ouverture de la section de Blaton à Belœil était initialement prévue le 1er avril 1877. Elle est mise en service le 20 juillet 1876 par l'Administration des chemins de fer de l'État Belge qui prolonge la ligne de chemin de fer vers Ath le 24 juin 1877.
La station de Stambruges est pourvue d'une voie d'évitement, d'une rampe de chargement et d'un pont à Bascule.
Comme de nombreux bâtiments de gare construits par les Chemins de fer de l’État dans les années 1870, les stations de ce chemin de fer sont pourvus de bâtiments provisoires en bois sans étage comme celui photographié vers 1900 en gare de Grandglise, à côté du bâtiment définitif.
En remplacement de cette construction provisoire, un nouveau bâtiment des recettes est réalisé à la fin du XIXe siècle ; il correspond au plan type 1881 des Chemins de fer de l'État belge. Doté d'une aile de trois travées disposée sur sa droite, il est complété par une halle aux marchandises. La date de construction de ce bâtiment doit avoir eu lieu avant 1890, année où les trottoirs (quais) sont reconstruits.
La SNCB ferme la ligne 81 aux voyageurs le juillet 1960 et une desserte marchandises entre Blaton et Beloeil se maintient jusqu'en 1984.

## Patrimoine ferroviaire
Le bâtiment des recettes ainsi que la halle aux marchandises ont été converties en habitation.